# Денглиш

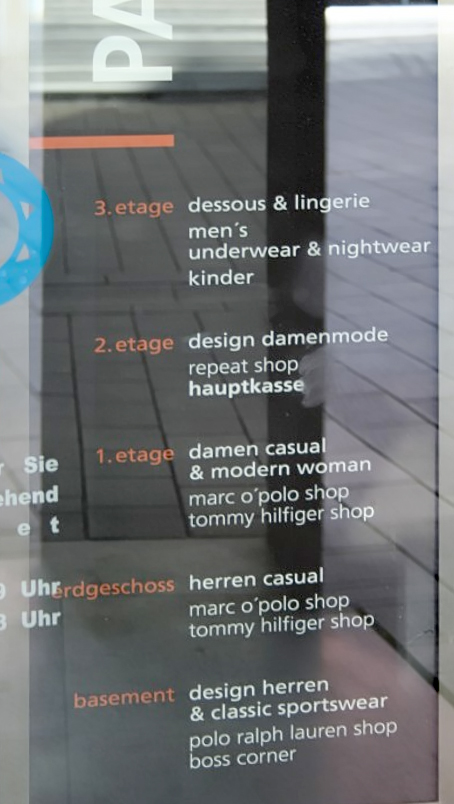
Смесь из немецкого, английского и французского языков в немецком универмаге

Денглиш (нем. Denglisch, сочетание из deutsch — немецкий и englisch — английский), также англимецкий язык — англо-немецкий макаронизм, смешение английского и немецкого языков по аналогии со спанглишем, френглишем и рунглишем.

## Суть вопроса
Языковая интеграция является следствием такого процесса унификации как глобализация. Одним из ярчайших проявлений глобализации ХХ–XXI вв в лингвистике является количество межъязыковых заимствований из английского языка.
В некоторой степени влияние английского на немецкий язык может быть описано с точки зрения обычного языкового контакта. Однако термин денглиш в основном закреплён за вынужденной и чрезмерной англицизацией или псевдо-англицизацией немецкого языка.
Принудительное внедрение англицизмов особенно в терминологии маркетинга и бизнеса было на пике в 1990-х и 2000-х, но повсеместность этой практики с тех пор сделали её менее модной и престижной. Сейчас в Германии наблюдается явная тенденция возвращения к немецкому языку, в том числе в рекламной отрасли.

## История явления
В средневековье доля слов английского происхождения в немецком языке была невелика. Такие слова встречались преимущественно в церковном языке и у мореплавателей. Начиная с XVII в., некоторые англицизмы проникли и в политическую жизнь страны, однако бо́льшим влиянием владел французский язык и латынь. В XVIII в. Англия начинает набирать популярность, развивая дипломатические отношения с другими странами Европы, а также благодаря литературным переводам. Уже в XIX в. английский язык получает в Германии статус языка образования (нем. Bildungssprache).
Позже, в ходе промышленной революции, число англицизмов в немецком языке увеличилось. В первую очередь, эта тенденция коснулась сферы промышленности и модных видов спорта (нем. Golf, Fußball). С усилением процесса глобализации в XX в. наблюдается влияние американского варианта английского языка в области компьютерных технологий, интернет-общения, музыки и фильмов. До 1970-х гг. английские слова чаще калькировались, а не заимствовались (ср. нем. Kalter Krieg < англ. cold war). Такое большое влияние английского языка связано с ведущей ролью Соединенных Штатов в сфере техники и естественных наук. Это постепенно приводит к унификации профессиональной лексики в различных отраслях.

## Грамматические особенности

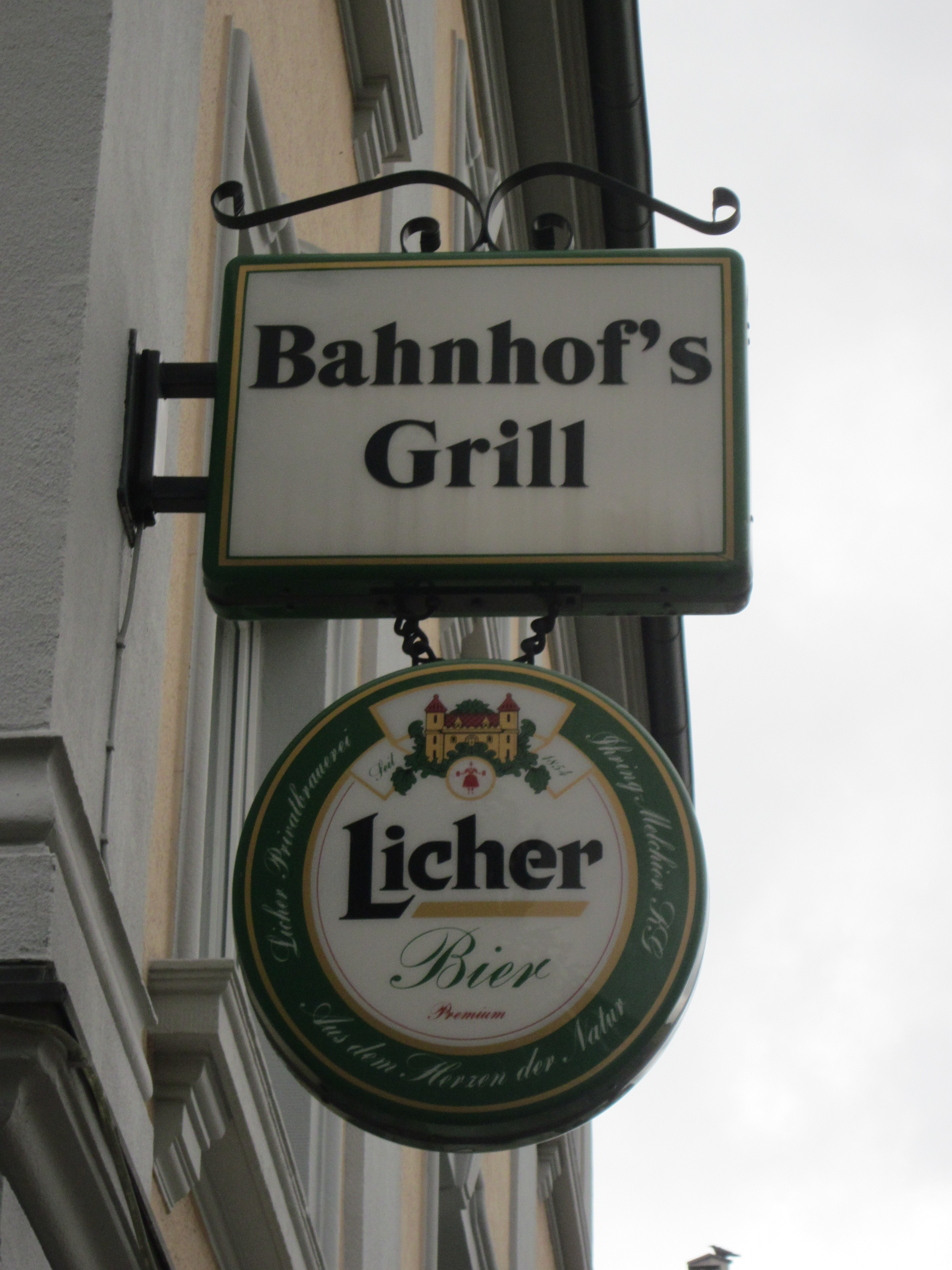
Лишнее использование апострофа в Genitiv

При заимствовании слов из английского языка встает вопрос об их трансформации. Из-за непрофессионального перевода нередко встречаются грамматические ошибки в образовании слов, например:
- англ. once more – денглиш „einmal mehr“ (рус. один раз). Дословный перевод в данном случае является грамматически неверным. В таком значении правильнее употребить „wieder“, „wieder einmal“, „noch einmal“[2]
- англ. in 1968 – нем. „im Jahr[e] 1968“  или без предлога „1968“. При использовании дат, нередко допускается ошибка с употреблением предлога. В немецком языке, в отличие от английского, нет формулировки „in + год“
- англ. to remember sth. – денглиш „etwas erinnern“ (рус. вспомнить). Глагол «вспомнить» в немецком языке требует управления с предлогом  „an“, однако часто его забывают и грамматически выходит конструкция из английского языка „Ich erinnere etwas“. Правильно говорить с предлогом: „sich an etwas erinnern“
- англ. to realize sth. – денглиш „etwas realisieren“ (рус. понимать). Закреплению данного слова в немецком языке способствовали спортивные интервью, проводимые после мероприятия. Ведущие спрашивали спортсмена: «В какой момент вы поняли, что победа в ваших руках?», при этом они использовали английский глагол и получалось „den Sieg realisieren“. На самом деле следует употреблять следующие термины: „etwas begreifen“, „etwas fassen“, „etwas erkennen“.

Наиболее распространённым проявлением денглиша в правописании является использование апострофа „-’s“. Он встречается у слов в родительном падеже, стоящих как во множественном, так и единственном числе: „Angela’s Freund“ (рус. друг Анжелы). Правильный вариант написания: нем. „Angelas Freund“.

### Примеры использования английских лексем в разговорном языке

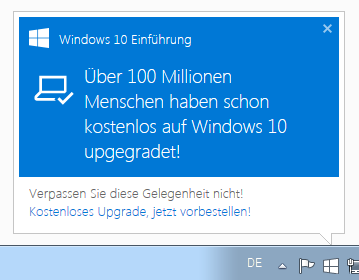
Сообщение Windows 10, содержащее слово upgegradet на денглише — от upgrade в форме Partizip II

| Фраза на денглише                         | Немецкий эквивалент                                 | Русский перевод                      |
| ----------------------------------------- | --------------------------------------------------- | ------------------------------------ |
| Du musst den Computer rebooten            | Du musst den Rechner neu starten                    | Тебе нужно перезагрузить компьютер   |
| Hast du schon das Update gedownloadet?    | Hast du schon die Aktualisierungen heruntergeladen? | Ты уже скачал(а) обновления?         |
| Hast du diesen coolen Song schon gehört?  | Hast du dieses tolle Lied schon gehört?             | Ты уже слышал(а) эту классную песню? |
| Du bist voll crazy und das turnt mich an! | Du bist voll verrückt und das macht mich an!        | Ты сумасшедший, и это меня заводит!  |
| Der Flug wurde gecancelt                  | Der Flug wurde gestrichen                           | Рейс (полёт) был отменён             |

## Последствия употребления
Сегодня денглиш получил огромное распространение и употребляется повсеместно: в живой речи, рекламе, кино, музыке, интернете.
Наиболее ярким проявлением «англимецкого» является пенсильванско-немецкий диалект. Он используется в небольших общинах в Северной Америке. По разным исследованиям на пенсильванско-немецком диалекте разговаривают 250-300 тысяч человек. Примечательно, что у диалекта есть два написания: первый основан на стандартной немецкой орфографии, второй – на основе американского варианта английского языка.  

### Реклама
Англицизмы стали популярным орудием рекламщиков с конца 1990-х — начала 2000-х годов. Использование «англимецкого» считалось модным и необычным. Некоторые рекламные лозунги не переводились вовсе. Например:
- Компьютерные, интернет- и телекоммуникационные технологии: LG: Life is good; Nokia: Connecting people; SAMSUNG GALAXY: Design your Life; Youtube: Broadcast yourself
- Табак: Marlboro: Don’t be a Maybe – be Marlboro; Pall Mall: The world tastes better with Pall Mall
- Автомобили: Ford: Feel the difference; Honda: The power of dreams; Nissan: Shift the way you move; ŠKODA: Simply clever
- Модная одежда: Nike: Just do it; Reebok: Live with fire

По мнению рекламщиков, переход на английский обуславливается сменой ориентаций: главным становится не продукт, а его потребители, их стиль жизни и индивидуальность. Английский язык был внедрен как признак готовности к интеграции с другими странами, открытости миру и готовности к инновациям. Целевая аудитория определялась как прогрессивная, образованная и ориентированная на успех. Использовались разные варианты смешения и употребления: иногда полностью на английском, иногда частично: бренд одежды Next использовал слоган “Next, Bitte”.
Рекламные агентства в Германии постепенно стали отказываться от идеи использования английской лексики. Выяснилось, что у большинства немцев возникают трудности с пониманием рекламной кампании, которая использует англицизмы, вместо немецких аналогов. Фирма Dialego провела собственное маркетинговое исследование, благодаря которому выяснилось, что самые узнаваемые рекламные слоганы это те, что на немецком языке.
Наиболее ярким примером «возвращения» к традиционному немецкому языку является компания Douglas, имеющая сеть парфюмерных магазинов. На протяжении многих лет Douglas красовался слоганом "Come In and Find Out" (рус. «Зайди и узнай»). Однако для большинства немцев фраза имела несколько иной смысл: «Зайти и найти дорогу к выходу» (нем. herausfinden).

### Кино
В эпоху глобализации английский язык стал все больше ассоциироваться с молодежью, а значит и сама реклама на английском приобретала некий «молодежный флер». Сфера киноиндустрии тоже стала отличаться высокой долей содержания англицизмов. Денглиш использовался не только в рекламных заголовках статей, но и в самих рекламных текстах. В журнале “Kino & Co” было представлено множество описаний к кино новинкам, вот одно из них:
“Adam Sandler und Salma Hayek holen ihre Buddies, um sich mit einer Highschool-Gang anzulegen! Das Feelgood-Movie des Sommers” (рус. Адам Сэндлер и Сальма Хайек собирают своих старых друзей, чтобы воссоединить школьную компанию. Самый жизнеутверждающий фильм лета).
В немецком описании к фильму «Одноклассники» 2010 г. встречается три английских слова (англ. Buddies, Highschool-Gang, Feelgood-Movie), у которых есть свои аналоги в немецком. Однако для придания описанию «живости» использовался иностранный сленг.

### Музыка
Наиболее ярким примером использования денглиша в музыке является песня Удо Юргенса “Alles ist so easy”.  Автор песни называет немецкое слово, а затем его эквивалент в денглише, который напоминает английский даже тем, кто не изучал немецкий язык (фрагмент из песни):
Wir reden nicht - wir talken
Wir gehen nicht - wir walken
Wir tanzen nicht - wir moven,
Wir zappeln nicht - wir groven.

## Критика
Смешение языков вызвало огромное недовольство у разных слоёв населения. Такая лингвистическая интеграция постепенно ведёт к потере самоидентичности. Чтобы это предотвратить было создано филологическое объединение «Немецкий язык» (нем. Verein Deutsche Sprache). Организация борется за сохранения языковых конструкций, проводит различные международные конкурсы. Например, «Германия ищет супер-поэта» — конкурс, для которого любой желающий мог написать стихотворение на немецком языке. Единственное условие — оно должно быть написано на немецком.
Объединение «Немецкий язык» — не единственная организация, продвигающая интерес к немецкому языку в других странах. Существуют разные премии и награды за вклад в развитие языка, такие как Премия имени Якоба Гримма (нем. Jacob-Grimm-Preis). Основной лозунг таких объединений гласит: за чистоту языка — против «англимецкого».